# اليانور ستيوارت
اليانور ستيوارت (بالإنجليزية: Eleanor Stewart)‏ هي ممثلة أمريكية، ولدت في 2 فبراير 1913 بشيكاغو في الولايات المتحدة، وتوفيت في 4 يوليو 2007 في الولايات المتحدة بسبب مرض آلزهايمر.

## وصلات خارجية
- اليانور ستيوارت على موقع IMDb (الإنجليزية)
- اليانور ستيوارت على موقع ألو سيني (الفرنسية)
- اليانور ستيوارت على موقع أول موفي (الإنجليزية)
- اليانور ستيوارت على موقع قاعدة بيانات الأفلام السويدية (السويدية)
- اليانور ستيوارت على موقع قاعدة بيانات الفيلم (الإنجليزية)